# Казарењано (Асколи Пичено)
Казарењано (итал. Casaregnano) насеље је у Италији у округу Асколи Пичено, региону Марке.
Према процени из 2011. у насељу је живело 27 становника. Насеље се налази на надморској висини од 370 м.